# تپه چیا نسه
تپه چیا نسه مربوط به دوره نوسنگی با سفال- عصر مس است و در شهرستان دلفان، بخش کاکاوند، روستای حسین خانی واقع شده و این اثر در تاریخ ۲۳ شهریور ۱۳۸۲ با شمارهٔ ثبت ۱۰۰۱۲ به‌عنوان یکی از آثار ملی ایران به ثبت رسیده است.